# 楊海 (嘉靖進士)
楊海（1506年—1552年），字汝容，號事斋，江西吉安府泰和縣人，民籍，明朝政治人物。

## 生平
嘉靖十九年（1540年）庚子科順天府鄉試第一百八名舉人。嘉靖二十六年（1547年）中式丁未科會試第二百十八名，登第三甲第一百四十四名進士。刑部觀政，次年授行人司行人，嘉靖三十一年正月选授工科给事中，未四月，暴病卒。

## 家族
曾祖楊秫，刑部司務；祖父楊昺，通政司經歷；父楊忠，號北渠，县学增广生；母嚴氏。